# Самоникли (музичка група)
Самоникли је бивша југословенска рок група, позната и као једна од пионирских у југословенској рок сцени.

## Историја

### 1963—1969.
Бенд Самоникли основали су 1963. године четворо београдских средњошколаца. Бенд је добио име по књизи кратких прича писца Прежихова Воранца. Чланови групе често су се мењали у раном периоду, али до 1964. нашли су се у следећем саставу: Марин Печјак (вокали), Милан Павлов (гитара), Марко Новаковић (бас гитара), Бојан Дрндић (ритам гитара) и Вукашин Вељковић (бубњеви). У почетку је бенд наступао на школским матурама и студентским плесним забавама. Бенд је свирао рок хитове, као и хитове из 1930-их и 40-их, док су њихове песме углавном биле инструментали.
Године 1965. и 1966. редовно су свирали на Технолошком факултету Универзитета у Београду и убрзо постали популарни. Године 1966. освојили су прво место на Светском фестивалу младих рок група, који им је дао право да представљају своју земљу на међународном фестивалу омладинских извођача у Мађарској, на којем су учествовале познате источноевропске групе, где су посматрани као „западњачка“ група. У издању београдског омладинског часописа Сусрет за април 1966. писало је да су Самоникли били први „електрични бенд са гитаром” који су сарађивали са групом виолиниста, припремајући две нове песме Дозвољавате ли господине и Поветарац и ја, где је последња песма завршила на топ листи 1966. популарног Радио Београда II, на музичком програму Музички аутомат.
Крајем 1966. придружио им се бубњар Бранислав Грујић. Били су у врло популарној емисији на Београдској телевизији под називом Концерт за луди млади свет. Њихови снимци су били у многим популарним радио емисијама, укључујући Недељом у девет и пет, у продукцији Николе Караклајића. Пред крај каријере 1967. и 1968. обрадили су многе хитове Џими Хендрикса. Распали су се почетком 1969. године.

### Поновно окупљање
Децембра 1985. поново су се окупили у Дому Синдиката, заједно са многим другим популарним групама из 60-их година, на концерту поводом обележавања 25. годишњице рок музике у Београду. Године 2003, обележавајући своју 40. годишњицу, Самоникли су у клубу Дуга у Београду одржали концерт за своје пријатеље и фанове, враћајући се својој инструменталној музици. Током 2005. и 2006. одржали су два концерта за неколико стотина обожавалаца у београдском ресторану Парк.

## Снимања
- Поветарац и ја (Радио Београд)
- Дозвољавате ли господине (Радио Београд)
- Усамљена гитара (Радио Београд)
- Не уступам вам своје место (Радио Београд)
- Где су руже нестале (Радио Београд)
- Масачусетс (Радио Београд)
- Мене моја нана (Радио Београд)
- Изгубљена љубав (Радио Београд)
- Буди се Исток и Запад (Радио Београд)
- Херој Тито (Радио Београд)
- Написао сам волим те у песку (ТВ Београд)
- Такав човек (ТВ Београд)
- Да ли видиш (ТВ Београд)